# Vuelta al País Vasco 2018
58. edycja wyścigu kolarskiego Vuelta al País Vasco odbyła się od 2 do 7 kwietnia 2018. Wyścig liczył sześć etapów, o łącznym dystansie 819,9 km, zaliczany był do rankingu światowego UCI World Tour 2018.

## Uczestnicy
Na starcie tego wyścigu stanęły 22 zawodowe ekipy: osiemnaście drużyn jeżdżących w UCI World Tour 2018 i cztery profesjonalne ekipy zaproszone przez organizatorów z tzw. „dziką kartą”.
| Numery  | Kod | Drużyna                       |
| ------- | --- | ----------------------------- |
| 1-7     | MOV | Movistar Team                 |
| 11-17   | ALM | Ag2r-La Mondiale              |
| 21-27   | AST | Astana Pro Team               |
| 31-37   | TBM | Bahrain-Merida                |
| 41-47   | BMC | BMC Racing Team               |
| 51-57   | BOH | Bora-Hansgrohe                |
| 61-67   | BUR | Burgos BH                     |
| 71-77   | CJR | Caja Rural-Seguros RGA        |
| 81-87   | COF | Cofidis                       |
| 91-97   | EUS | Euskadi Basque Country–Murias |
| 101-107 | GFC | Groupama–FDJ                  |

| Numery  | Kod | Drużyna                   |
| ------- | --- | ------------------------- |
| 111-117 | LTS | Lotto Soudal              |
| 121-127 | MTS | Mitchelton-Scott          |
| 131-137 | QST | Quick-Step Floors         |
| 141-147 | DDD | Dimension Data            |
| 151-157 | EFD | EF Education First–Drapac |
| 161-167 | KAT | Team Katusha-Alpecin      |
| 171-177 | TLJ | Team LottoNL-Jumbo        |
| 181-187 | SKY | Team Sky                  |
| 191-197 | SUN | Team Sunweb               |
| 201-207 | TFS | Trek-Segafredo            |
| 211-217 | UAE | UAE Team Emirates         |

## Etapy
| Etap | Data       | Start – Meta                      | km    | Typ         | Zwycięzca etapu    | Lider              |
| ---- | ---------- | --------------------------------- | ----- | ----------- | ------------------ | ------------------ |
| 1.   | 2 kwietnia | Zarautz – Zarautz                 | 162,1 | Pagórkowaty | Julian Alaphilippe | Julian Alaphilippe |
| 2.   | 3 kwietnia | Zarautz – Bermeo                  | 166,7 | Pagórkowaty | Julian Alaphilippe | Julian Alaphilippe |
| 3.   | 4 kwietnia | Bermeo – Villanueva de Valdegovía | 184,8 | Pagórkowaty | Jay McCarthy       | Julian Alaphilippe |
| 4.   | 5 kwietnia | Lodosa – Lodosa                   | 19,4  | ITT         | Primož Roglič      | Primož Roglič      |
| 5.   | 6 kwietnia | Vitoria – Eibar                   | 164,7 | Górski      | Omar Fraile        | Primož Roglič      |
| 6.   | 8 kwietnia | Eibar – Eibar-Arrate              | 122,2 | Górski      | Enric Mas          | Primož Roglič      |

### Etap 1 - 02.04: Zarautz > Zarautz, 162,1 km
| #   | Zawodnik           | Zespół | Czas       |
| --- | ------------------ | ------ | ---------- |
| 1.  | Julian Alaphilippe | QST    | 4h 17' 46" |
| 2.  | Primož Roglič      | TLJ    | + 0"       |
| 3.  | Pello Bilbao       | AST    | + 23"      |
|     |                    |        |            |
| 67. | Michał Kwiatkowski | SKY    | + 3' 54"   |

| #   | Zawodnik           | Zespół | Czas       |
| --- | ------------------ | ------ | ---------- |
| 1.  | Julian Alaphilippe | QST    | 4h 17' 36" |
| 2.  | Primož Roglič      | TLJ    | + 4"       |
| 3.  | Pello Bilbao       | AST    | + 29"      |
|     |                    |        |            |
| 67. | Michał Kwiatkowski | SKY    | + 4' 04"   |

### Etap 2 - 03.04: Zarautz > Bermeo, 166,7 km
| #    | Zawodnik           | Zespół | Czas       |
| ---- | ------------------ | ------ | ---------- |
| 1.   | Julian Alaphilippe | QST    | 4h 11' 47" |
| 2.   | Primož Roglič      | TLJ    | + 0"       |
| 3.   | Gorka Izagirre     | TBM    | + 0"       |
|      |                    |        |            |
| 118. | Michał Kwiatkowski | SKY    | + 8' 02"   |

| #   | Zawodnik           | Zespół | Czas       |
| --- | ------------------ | ------ | ---------- |
| 1.  | Julian Alaphilippe | QST    | 8h 29' 13" |
| 2.  | Primož Roglič      | TLJ    | + 8"       |
| 3.  | Gorka Izagirre     | TBM    | + 39"      |
|     |                    |        |            |
| 94. | Michał Kwiatkowski | SKY    | + 12' 16"  |

### Etap 3 - 04.04:  Bermeo > Villanueva de Valdegovía, 184,8 km
| #  | Zawodnik             | Zespół | Czas       |
| -- | -------------------- | ------ | ---------- |
| 1. | Jay McCarthy         | BOH    | 4h 49' 39" |
| 2. | Alaksandr Rabuszenka | SKY    | + 0"       |
| 3. | Michał Kwiatkowski   | SKY    | + 0"       |

| #   | Zawodnik           | Zespół | Czas        |
| --- | ------------------ | ------ | ----------- |
| 1.  | Julian Alaphilippe | QST    | 13h 18' 52" |
| 2.  | Primož Roglič      | TLJ    | + 8"        |
| 3.  | Gorka Izagirre     | TBM    | + 39"       |
|     |                    |        |             |
| 77. | Michał Kwiatkowski | SKY    | + 12' 12"   |

### Etap 4 - 05.04: Lodosa, 19,4 km
| #  | Zawodnik           | Zespół | Czas    |
| -- | ------------------ | ------ | ------- |
| 1. | Primož Roglič      | TLJ    | 22' 26" |
| 2. | Patrick Bevin      | BMC    | + 9"    |
| 3. | Wasil Kiryjenka    | SKY    | + 11"   |
|    |                    |        |         |
| 5. | Michał Kwiatkowski | SKY    | + 20"   |

| #   | Zawodnik           | Zespół | Czas        |
| --- | ------------------ | ------ | ----------- |
| 1.  | Primož Roglič      | TLJ    | 13h 41' 26" |
| 2.  | Julian Alaphilippe | QST    | + 34"       |
| 3.  | Bauke Mollema      | TFS    | + 1' 33"    |
|     |                    |        |             |
| 68. | Michał Kwiatkowski | SKY    | + 12' 24"   |

### Etap 5 - 06.04: Vitoria > Eibar, 164,7 km
| #    | Zawodnik           | Zespół | Czas       |
| ---- | ------------------ | ------ | ---------- |
| 1.   | Omar Fraile        | AST    | 3h 53' 59" |
| 2.   | Primož Roglič      | TLJ    | + 0"       |
| 3.   | Ion Izagirre       | TBM    | + 0"       |
|      |                    |        |            |
| 133. | Michał Kwiatkowski | SKY    | + 19' 43"  |

| #   | Zawodnik           | Zespół | Czas        |
| --- | ------------------ | ------ | ----------- |
| 1.  | Primož Roglič      | TLJ    | 17h 35' 19" |
| 2.  | Mikel Landa        | MST    | + 1' 57"    |
| 3.  | Ion Izagirre       | TBM    | + 2' 13"    |
|     |                    |        |             |
| 84. | Michał Kwiatkowski | SKY    | + 32' 13"   |

### Etap 6 - 07.04: Eibar > Eibar–Arrate, 122,2 km
| #   | Zawodnik           | Zespół | Czas       |
| --- | ------------------ | ------ | ---------- |
| 1.  | Enric Mas          | QST    | 3h 17' 34" |
| 2.  | Mikel Landa        | MOV    | + 12"      |
| 3.  | Ion Izagirre       | TBM    | + 27"      |
|     |                    |        |            |
| DNF | Michał Kwiatkowski | SKY    | -          |

| #   | Zawodnik           | Zespół | Czas        |
| --- | ------------------ | ------ | ----------- |
| 1.  | Primož Roglič      | TLJ    | 20h 53' 47" |
| 2.  | Mikel Landa        | MST    | + 1' 09"    |
| 3.  | Ion Izagirre       | TBM    | + 1' 42"    |
|     |                    |        |             |
| DNF | Michał Kwiatkowski | SKY    | -           |

## Liderzy klasyfikacji po etapach
| Etap                 | Zwycięzca            | Klasyfikacja generalna | Klasyfikacja górska | Klasyfikacja punktowa | Klasyfikacja młodzieżowa | Klasyfikacja drużynowa |
| -------------------- | -------------------- | ---------------------- | ------------------- | --------------------- | ------------------------ | ---------------------- |
| 1                    | Julian Alaphilippe   | Julian Alaphilippe     | Jonathan Lastra     | Julian Alaphilippe    | Enric Mas                | Quick-Step Floors      |
| 2                    | Julian Alaphilippe   | Julian Alaphilippe     | Mark Padun          | Julian Alaphilippe    | Enric Mas                | Quick-Step Floors      |
| 3                    | Jay McCarthy         | Julian Alaphilippe     | Thomas de Gendt     | Julian Alaphilippe    | Enric Mas                | Quick-Step Floors      |
| 4                    | Primož Roglič        | Primož Roglič          | Thomas de Gendt     | Julian Alaphilippe    | Enric Mas                | Quick-Step Floors      |
| 5                    | Omar Fraile          | Primož Roglič          | Mark Padun          | Primož Roglič         | Jack Haig                | Bahrain-Merida         |
| 6                    | Enric Mas            | Primož Roglič          | Carlos Verona       | Primož Roglič         | Enric Mas                | Movistar Team          |
| Klasyfikacja końcowa | Klasyfikacja końcowa | Primož Roglič          | Carlos Verona       | Primož Roglič         | Enric Mas                | Movistar Team          |

## Klasyfikacje końcowe

### Klasyfikacja generalna
| M-ce | Zawodnik         | Zespół             | Czas        |
| ---- | ---------------- | ------------------ | ----------- |
| 1.   | Primož Roglič    | Team LottoNL-Jumbo | 20h 53' 47" |
| 2.   | Mikel Landa      | Movistar Team      | + 1' 09"    |
| 3.   | Ion Izagirre     | Bahrain-Merida     | + 1' 42"    |
| 4.   | Emanuel Buchmann | Bora-Hansgrohe     | + 3' 14"    |
| 5.   | Nairo Quintana   | Movistar Team      | + 3' 17"    |
| 6.   | Enric Mas        | Quick-Step Floors  | + 3' 29"    |
| 7.   | Bauke Mollema    | Trek-Segafredo     | + 3' 50"    |
| 8.   | Pello Bilbao     | Astana Pro Team    | + 4' 14"    |
| 9.   | David de la Cruz | Team Sky           | + 4' 15"    |
| 10.  | Patrick Konrad   | Bora-Hansgrohe     | + 5' 30"    |

| M-ce | Zawodnik           | Zespół             | Punkty |
| ---- | ------------------ | ------------------ | ------ |
| 1.   | Primož Roglič      | Team LottoNL-Jumbo | 92     |
| 2.   | Julian Alaphilippe | Quick-Step Floors  | 68     |
| 3.   | Enric Mas          | Quick-Step Floors  | 48     |
| 4.   | Mikel Landa        | Movistar Team      | 46     |
| 5.   | Pello Bilbao       | Astana Pro Team    | 43     |

| M-ce | Zawodnik         | Zespół                 | Punkty      |
| ---- | ---------------- | ---------------------- | ----------- |
| 1.   | Enric Mas        | Quick-Step Floors      | 20h 57' 26" |
| 2.   | Jack Haig        | Mitchelton-Scott       | + 6' 52"    |
| 3.   | Bjorg Lambrecht  | Lotto Soudal           | + 9' 26"    |
| 4.   | Alex Aranburu    | Caja Rural-Seguros RGA | + 11' 14"   |
| 5.   | Valentin Madouas | Groupama–FDJ           | + 15' 16"   |

| M-ce | Zawodnik        | Zespół            | Punkty |
| ---- | --------------- | ----------------- | ------ |
| 1.   | Carlos Verona   | Mitchelton-Scott  | 55     |
| 2.   | Mark Padun      | Bahrain-Merida    | 34     |
| 3.   | Thomas De Gendt | Lotto Soudal      | 32     |
| 4.   | Enric Mas       | Quick-Step Floors | 19     |
| 5.   | Mikel Landa     | Movistar Team     | 18     |

| M-ce | Zespół            | Czas        |
| ---- | ----------------- | ----------- |
| 1.   | Movistar Team     | 62h 57' 52" |
| 2.   | Bahrain-Merida    | + 4' 01"    |
| 3.   | Bora-Hansgrohe    | + 10' 37"   |
| 4.   | Astana Pro Team   | + 11' 23"   |
| 5.   | Quick-Step Floors | + 11' 25"   |